# Episode
Episode — пятый студийный альбом финской пауэр-метал-группы Stratovarius, вышедший в 1996 году на лейбле Noise Records. Это первый альбом, в записи которого приняли участие клавишник Йенс Юханссон и барабанщик Йорг Михаэль. Альбом достиг 21-го места в финских чартах и оставался в них на протяжении шести недель. В отличие от предыдущих альбомов, где Тимо Толкки писал не только всю музыку, но и почти все тексты, в Episode большинство текстов и даже одна из песен написаны Тимо Котипелто.

## Список композиций
| №                   | Название             | Текст песни               | Музыка              | Длительность |
| ------------------- | -------------------- | ------------------------- | ------------------- | ------------ |
| 1.                  | «Father Time»        | Котипелто, Ричард Джонсон | Толкки              | 5:01         |
| 2.                  | «Will the Sun Rise?» | Котипелто                 | Толкки              | 5:06         |
| 3.                  | «Eternity»           | Котипелто                 | Толкки              | 6:55         |
| 4.                  | «Episode»            | (инструментальная)        | Толкки              | 2:01         |
| 5.                  | «Speed of Light»     | Котипелто                 | Толкки              | 3:03         |
| 6.                  | «Uncertainty»        | Котипелто                 | Котипелто           | 5:59         |
| 7.                  | «Season of Change»   | Толкки                    | Толкки              | 6:56         |
| 8.                  | «Stratosphere»       | (инструментальная)        | Толкки              | 4:51         |
| 9.                  | «Babylon»            | Толкки                    | Толкки              | 7:09         |
| 10.                 | «Tomorrow»           | Джонсон                   | Толкки              | 4:51         |
| 11.                 | «Night Time Eclipse» | Котипелто                 | Толкки              | 7:58         |
| 12.                 | «Forever»            | Толкки                    | Толкки              | 3:06         |
| Общая длительность: | Общая длительность:  | Общая длительность:       | Общая длительность: | 62:56        |

| №   | Название                       | Текст песни | Музыка | Длительность |
| --- | ------------------------------ | ----------- | ------ | ------------ |
| 13. | «When the Night Meets the Day» | Толкки      | Толкки | 5:30         |

| №   | Название           | Текст песни     | Музыка          | Длительность |
| --- | ------------------ | --------------- | --------------- | ------------ |
| 14. | «Future Shock '96» | Лассила, Толкки | Лассила, Толкки | 4:27         |

## Участники записи
- Тимо Котипелто — вокал
- Тимо Толкки — гитара, бэк-вокал
- Яри Кайнулайнен — бас-гитара
- Йенс Юханссон — клавишные
- Йорг Михаэль — барабаны

Также в создании альбома принимали участие:
- Sibelius String Orchestra — струнные
- Sibelius Choir и Pop/Jazz Conservatory Choir — хор
- Reijo Karvonen — управление оркестром и хором
- Pasi Puolakka — флейта в № 12
- Kimmo Blom — бэк-вокал
- Marko Vaara — бэк-вокал
- Ричард Джонсон — бэк-вокал, консультант по вокалу и текстам